# Albert Niemann (śpiewak)
Wilhelm Carl Albert Niemann (ur. 15 stycznia 1831 w Erxleben, zm. 13 stycznia 1917 w Berlinie) – niemiecki śpiewak operowy, tenor.

## Życiorys
Syn właściciela gospody. Początkowo występował jako aktor. Uczył się pod kierunkiem dyrygenta Fritza Schneidera i śpiewaka Alberta Nuscha. Debiutował w 1849 roku w operze w Dessau, gdzie był członkiem chóru i odtwórcą pobocznych ról. W latach 1853–1855 śpiewał w Szczecinie. Od 1854 do 1856 roku występował jako solista w teatrze w Hanowerze. Następnie wyjechał do Paryża, gdzie doskonalił swój warsztat wokalny pod okiem Gilberta Dupreza. W 1861 roku został zaangażowany przez Richarda Wagnera do tytułowej roli w paryskiej premierze Tannhäusera. Od 1866 do 1888 roku był członkiem zespołu Königliche Hofoper w Berlinie, gdzie kreował m.in. role Radamesa w Aidzie, Waltera w Śpiewakach norymberskich i Tristana w Tristanie i Izoldzie. W 1876 roku kreował rolę Zygmunda w pierwszym całościowym wykonaniu tetralogii Pierścień Nibelunga na festiwalu w Bayreuth. W latach 1886–1888 występował w nowojorskiej Metropolitan Opera, gdzie wziął udział w amerykańskich premierach Tristana i Izoldy (1886) oraz Zmierzchu bogów (1888). W 1888 roku zakończył karierę sceniczną, jego ostatnią rolą był Florestan w Fideliu Ludwiga van Beethovena.
Zasłynął jako jeden z najlepszych wykonawców partii tenorowych w repertuarze wagnerowskim, na co złożyły się jego talent wokalny, umiejętności aktorskie oraz pokaźna postura. Swoimi występami w Stanach Zjednoczonych przyczynił się do wzrostu zainteresowania w tym kraju twórczością Richarda Wagnera. Opublikował Erinnerungen an Richard Wagner (Lipsk 1907). W 1924 roku ukazała się jego korespondencja z Wagnerem, wydana przez Wilhelma Altmanna.